# Àcid juniperònic
L'àcid juniperònic, el qual nom sistemàtic és àcid (5Z,11E,14E,17Z)-icosa-5,11,14,17-tetraenoic, és un àcid carboxílic poliinsaturat de cadena lineal amb vint àtoms de carboni, la qual fórmula molecular és {\displaystyle {\ce {C20H32O2}}}. En bioquímica és considerat un àcid gras rar, de cadena llarga i se simbolitza per C20:4 n-3. Presenta tres enllaços dobles propers, no conjugats, als carbonis 11, 14 i 17; i un quart enllaç doble separat dels altres tres al carboni 5, cosa que el fa rar a la natura.

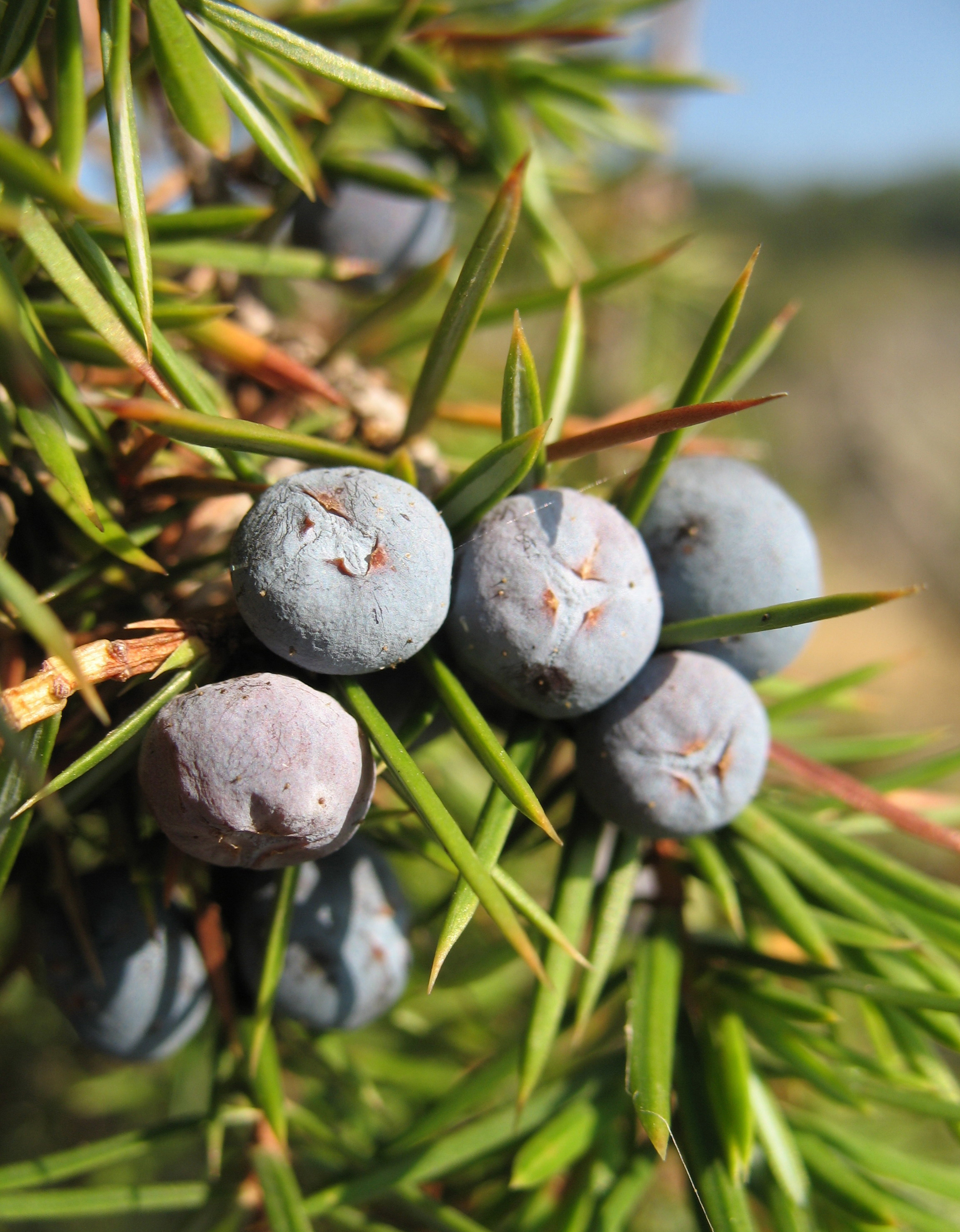
Pinyes de Juniperus communis

Fou aïllat per primera vegada el 1963 a les fulles i fruits del Ginkgo biloba per J.L. Gellerman i H. Schlenk. Posteriorment es descobrí que l'oli de les llavors del ginebre comú, Juniperus communis, en té en alta concentració (18 %), per la qual cosa se l'anomenà àcid juniperònic. També s'ha aïllat en altres olis de llavors de coníferes: Xiprer dels pantans o Taxodium distichum (14,25 %), Cupressus funebris (10,27 %), tuia o Platycladus orientalis o Biota orientalis (9 %), Taxus cuspidata (6,8 %), etc.; en altres plantes amb flors: Ephedra gerardiana (19,2 %), Caltha sp. (9,4 %), Ephedra nevadensis (9,3 %) i Ephedra przewalskii (8,8 %), entre d'altres; i en alguns animals marins. Fou sintetitzat per primer cop el 2010 per A. Vik i col·laboradors.
Les llavors de la tuia són emprades en la medicina tradicional xinesa. Aquest àcid presenta una interessant activitat biològica i es converteix en àcid α-linolènic en models animals.